# Emily Cross
Emily Ruth Cross (ur. 15 października 1986 w Seattle) – amerykańska florecistka, wicemistrzyni olimpijska, wielokrotna medalistka mistrzostw świata juniorów.
W 2000 roku zdobyła brąz drużynowo na mistrzostwach świata juniorów w South Bend. Na rozgrywanych trzy lata później mistrzostwach świata juniorów w Trapani była najlepsza wśród kadetek i trzecia drużynowo. Ponadto zdobywała indywidualnie złote medale na mistrzostwach świata juniorów w Linzu (2005) i mistrzostwach świata juniorów w Taebaek (2006).
Wystartowała na igrzyskach olimpijskich w Pekinie w 2008 roku, gdzie wspólnie z Erinn Smart i Hanną Thompson wywalczyła srebrny medal w zawodach drużynowych. Na tej samej imprezie była siedemnasta indywidualnie. Były to jej jedyne starty olimpijskie.
Nigdy nie zdobyła medalu mistrzostw świata. Zdobyła za to srebrny medal w zawodach indywidualnych podczas igrzysk panamerykańskich w Santo Domingo w 2003 roku.
Kilkukrotnie zdobywała medale mistrzostw panamerykańskich, w tym złote: indywidualnie na MP w Valencii (2006), drużynowo na MP w Montrealu (2007) oraz indywidualnie i drużynowo podczas MP w Queretaro (2008).
Była też mistrzynią świata juniorów w 2005 roku i wielokrotną medalistką zawodów krajowych.